# Commelina corbisieri
Commelina corbisieri är en himmelsblomsväxtart som beskrevs av De Wild. Commelina corbisieri ingår i släktet himmelsblommor, och familjen himmelsblomsväxter. Inga underarter finns listade.